# Henry Lawrence Island

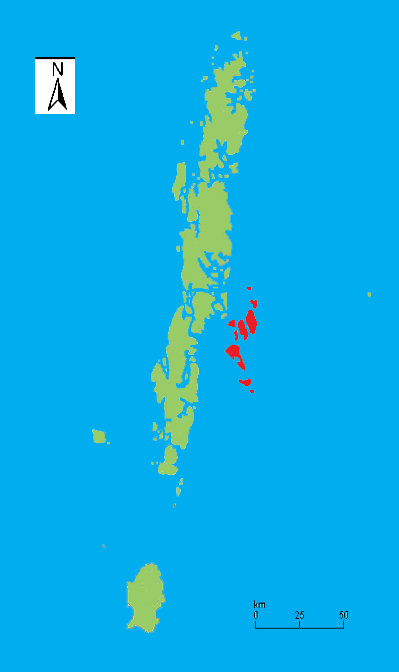
Mapa Andamanów z Archipelagiem Ritchie (w kolorze czerwonym).

Henry Lawrence Island – druga co do wielkości wyspa w Archipelagu  Ritchie w Andamanach, jej powierzchnia wynosi 55 km². Nazwa pochodzi od nazwiska sir Henry'ego Lawrence'a.